# Severočeské vodovody a kanalizace
Severočeské vodovody a kanalizace, a.s. je akciová společnost se sídlem v Teplicích, zabývající se provozováním vodovodů, kanalizací, úpravou a čistěním odpadních vod. Je součástí společnosti Severočeská voda.  Logem firmy je zkratka SčVK.

## Historie
Společnost byla zaregistrována u Krajského soudu v Ústí nad Labem (obchodní rejstřík oddíl B, vložka 465). Vznikla 1. října 1993 rozdělením státního podniku Severočeské vodovody a kanalizace Teplice na dvě akciové společnosti:
- Severočeské vodovody a kanalizace, a.s., (SčVK), jako provozní společnost
- Severočeská vodárenská společnost a.s., (SVS), jako společnost vlastníků

## Zaměření činnosti, organizace

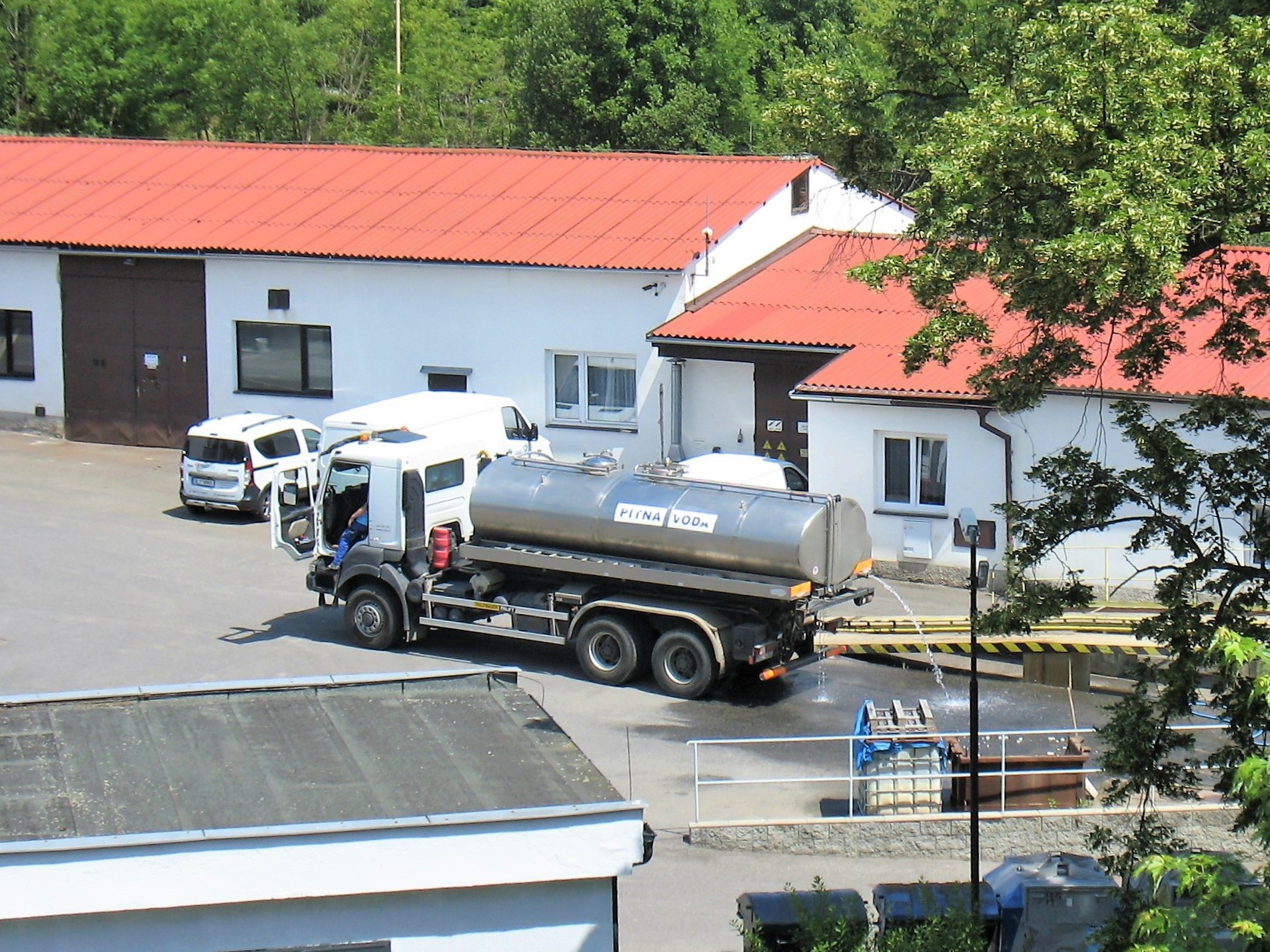
Pohled do dvora českolipské provozovny

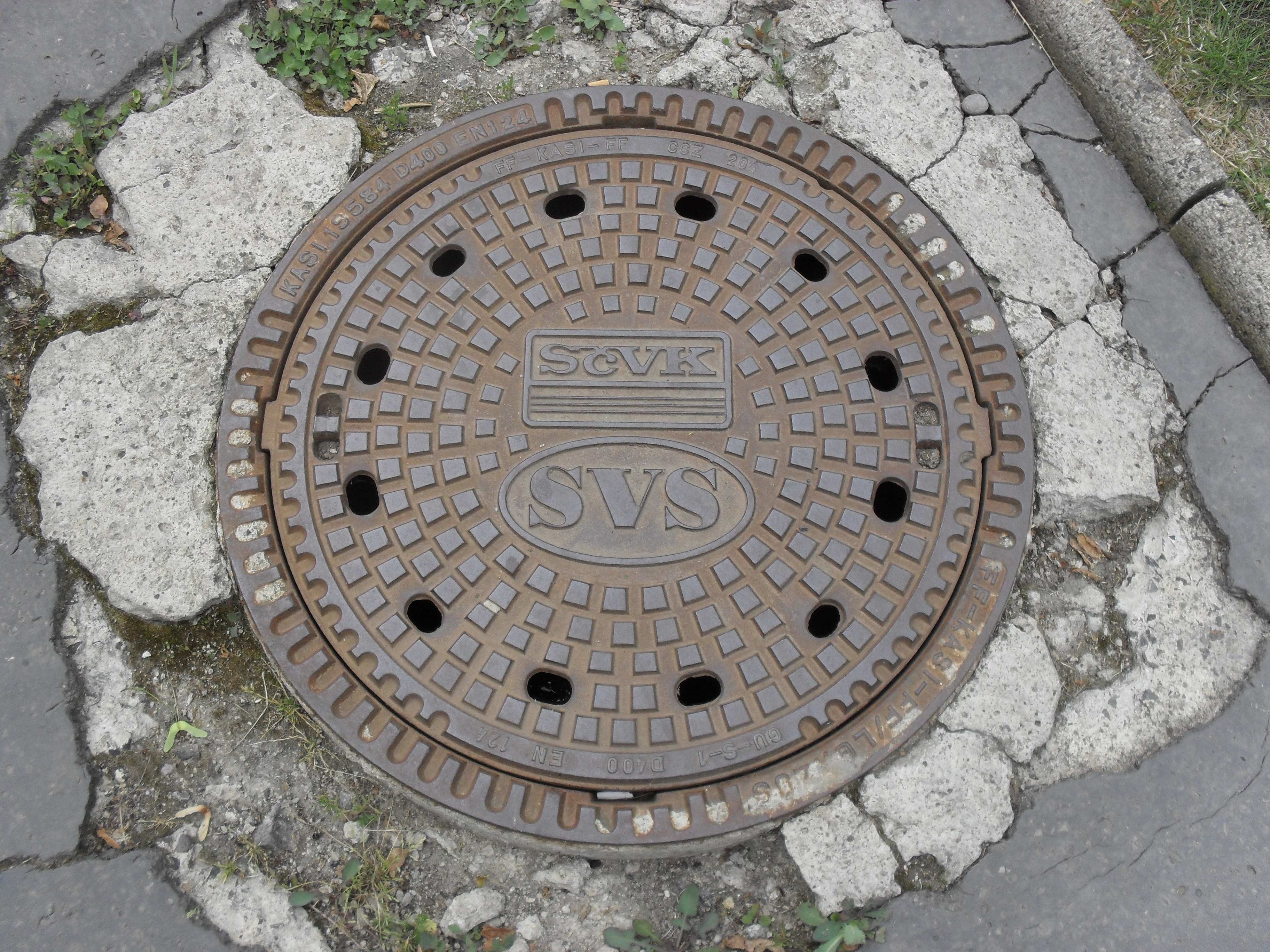
Kanál s logem společnosti.

Zaměření činnosti odpovídá jejímu názvu, tedy provozování vodovodních a kanalizačních sítí, úpravou a čistěním odpadních vod a poradenstvím v těchto oborech. Společnost zajišťuje své služby pro 1,1 milionů obyvatel na území převážně dvou krajů, Libereckého a Ústeckého, dceřinými společnostmi zasahuje i do dalších krajů. V roce 2012 zaměstnávala 1734 zaměstnanců, provozovala 222 čističek odpadních vod (ČOV) a 69 úpraven pitné vody.
Akcionáři firmy byly od roku 1996 akciová společnost VEOLIA VODA ČESKÁ REPUBLIKA (50,1 % akcií v březnu 2012) a Severočeská vodárenská společnost (49,1 %). K roku 2023 vlastní 100 % akcií Severočeská vodárenská společnost, akciová společnost.
Ústředí firmy je v Teplicích (čtvrť Trnovany), oblastní závody jsou v Liberci, Turnově, Mostě, Ústí nad Labem, v mnoha dalších místech má menší pobočky, zákaznická centra a kontaktní místa.